# الدوري اللبناني الدرجة الثانية 2009–10
الدوري اللبناني - الدرجة الثانية 2009–10 هو موسم من الدوري اللبناني الدرجة الثانية. فاز فيه نادي السلام الرياضي صور ‏.